# Harpactea lepida
Harpactea lepida là một loài nhện trong họ Dysderidae.
Loài này thuộc chi Harpactea. Harpactea lepida được Carl Ludwig Koch miêu tả năm 1838.